# Bruce Soord
Bruce Soord (Arnstein, 26 settembre 1972) è un cantautore, polistrumentista e produttore discografico britannico, noto per essere il fondatore e frontman del gruppo musicale rock progressivo The Pineapple Thief.

## Discografia

### Da solista
Album in studio
- 2013 – Wisdom of Crowds (con Jonas Renkse)
- 2015 – Bruce Soord
- 2019 – All This Will Be Yours

Singoli
- 2013 – Stacked Naked
- 2015 – Familiar Patterns
- 2015 – Willow Tree
- 2019 – The Solitary Path of a Convicted Man
- 2019 – All This Will Be Yours
- 2023 – Dear Life
- 2023 – Nestle In

### Con i Pineapple Thief
- 1999 – Abducting the Unicorn
- 2001 – 137
- 2003 – Variations on a Dream
- 2005 – 10 Stories Down
- 2006 – Little Man
- 2007 – What We Have Sown
- 2008 – Tightly Unwound
- 2010 – Someone Here Is Missing
- 2012 – All The Wars
- 2014 – Magnolia
- 2016 – Your Wilderness
- 2018 – Dissolution
- 2020 – Versions of the Truth
- 2022 – Give It Back
- 2024 - It Leads To This